# Башмачок Генри
Башмачо́к Генри (лат. Cypripedium henryi) — вид травянистых растений семейства Орхидные.
Назван в честь Augustine Henry — ирландского сборщика китайских растений, а впоследствии профессора лесного хозяйства в университете Дублина.
Китайское название: 绿花杓兰 (lü hua shao lan).
Относится к числу охраняемых видов (II приложение CITES).

## Синонимы
По данным Королевских ботанических садов в Кью:
- Cypripedium chinense Franch., 1894

## Распространение и экология
Китай (Ганьсу, Гуйчжоу, Шаньси, Хубэй, Шэньси, Сычуань, Юньнань).
Богатые гумусом и хорошо дренированные места в разреженных лесах, на полянах, среди кустарников и на склонах, на высотах от 800 до 2800 метров над уровнем моря.

## Ботаническое описание
Травянистые многолетники высотой 30—60 см.
Корневище толстое, короткое.
Стебель прямой, опушённый.
Листьев 4—5. Листовые пластинки эллиптические или яйцевидно-ланцетные, 10—18 × 6—8 см, вершины заострённые.
Соцветие 2—3 цветковое.
Прицветники листовидные, яйцевидно-ланцетные или ланцетные, 4—10 × 1—3 см, голые, иногда опушённые по жилкам, вершины заострённые.
Цветок зелёного цвета.
Парус яйцевидно-ланцетный, 3,5—4.5 × 1—1,5 см, слегка опушённый по жилкам, вершина заострённая.
Лепестки обычно слегка деформированы, линейно-ланцетные, 4—5 × 0,5—0.7 см, слегка опушённые, заострённые на вершине.
Стаминодий эллиптический или овально-эллиптический, 6—7 × 3—4 мм.
Губа 1,5—2 см в диаметре, снаружи голая, внутри покрыта ворсинками.
Плод — коробочка.
Число хромосом: 2n = 22
Цветёт в апреле-мае.
Cypripedium henryi близок Cypripedium shanxiense. Цветки имеют сильный медовый аромат, в старых цветках запах становится отчасти неприятным. Цветение происходит перед началом муссонных ливней в июне, когда потенциальных опылителей ещё достаточно много. Встречается как на полузатенённых, так и на открытых участках. Часто совместно с Cypripedium plectrochilum
Из опылителей на западе Китая наиболее часто отмечались самки пчёл рода Lasioglossum.

## В культуре
Башмачок Генри обычен в культуре и широко доступен в Северной Америке. Считается достаточно простым в культуре видом, но может погибнуть без каких-либо видимых причин.
Зоны морозостойкости (USDA-зоны): 5—7.
Не имеет каких-то особых требований в культуре и может выращиваться, как Cypripedium macranthos.
Почва бедная, хорошо дренированная. Выбор места посадки должен осуществляться с учётом того, что данный вид не переносит избытка влаги, как в течение лета, так и в период зимовки.
Рекомендуемый pH почвы около 7.2—7.4. При pH около 5, растение постепенно погибает.
Посадка может осуществляться, как в открытый грунт, так и в горшки, которые до деления растения, или только на время зимовки закапывают в грунт сада. Предпочтительны места затеняемые деревьями или кустарниками. Листья могут повреждаться моллюсками.
По сообщениям коллекционеров может пропускать один сезон вегетации, не появляясь на поверхности до следующей весны.
Опыт выращивания в условиях Московской области отрицательный. Растения выпали после первой зимы.

## Грексы
- Gidget (Cypripedium candidum × Cypripedium henryi) C. Whitlow 1993
- GPH Anna Marie (Cypripedium henryi × Cypripedium flavum) Burch 2009
- GPH Charles (Cypripedium henryi × Cypripedium montanum) Burch 2009
- Hank Small (Cypripedium parviflorum × Cypripedium henryi) C. Whitlow 1991
- Holger (Cypripedium henryi × Cypripedium speciosum) W. Frosch 2005
- Kathleen Anne Green (Cypripedium kentuckiense × Cypripedium henryi) C. Whitlow 1992
- Kristi Lyn (Cypripedium pubescens × Cypripedium henryi) P. Keisling 2003
- Memoria Gerd Kohls (Cypripedium calceolus × Cypripedium henryi) Lowland-Biotech 1995
- Michael (Cypripedium macranthos × Cypripedium henryi) W. Frosch 1998
- Stephanie (Cypripedium Otto × Cypripedium henryi) Schmidt 2010
- Ursel (Cypripedium fasciolatum × Cypripedium henryi) W. Frosch 2003
- Werner Frosch (Cypripedium henryi × Cypripedium macranthos var. hotei-atsumorianum) K-H. Manthey 2003
- Wim (Cypripedium henryi × Cypripedium tibeticum) Moors 2007